# Ladestation

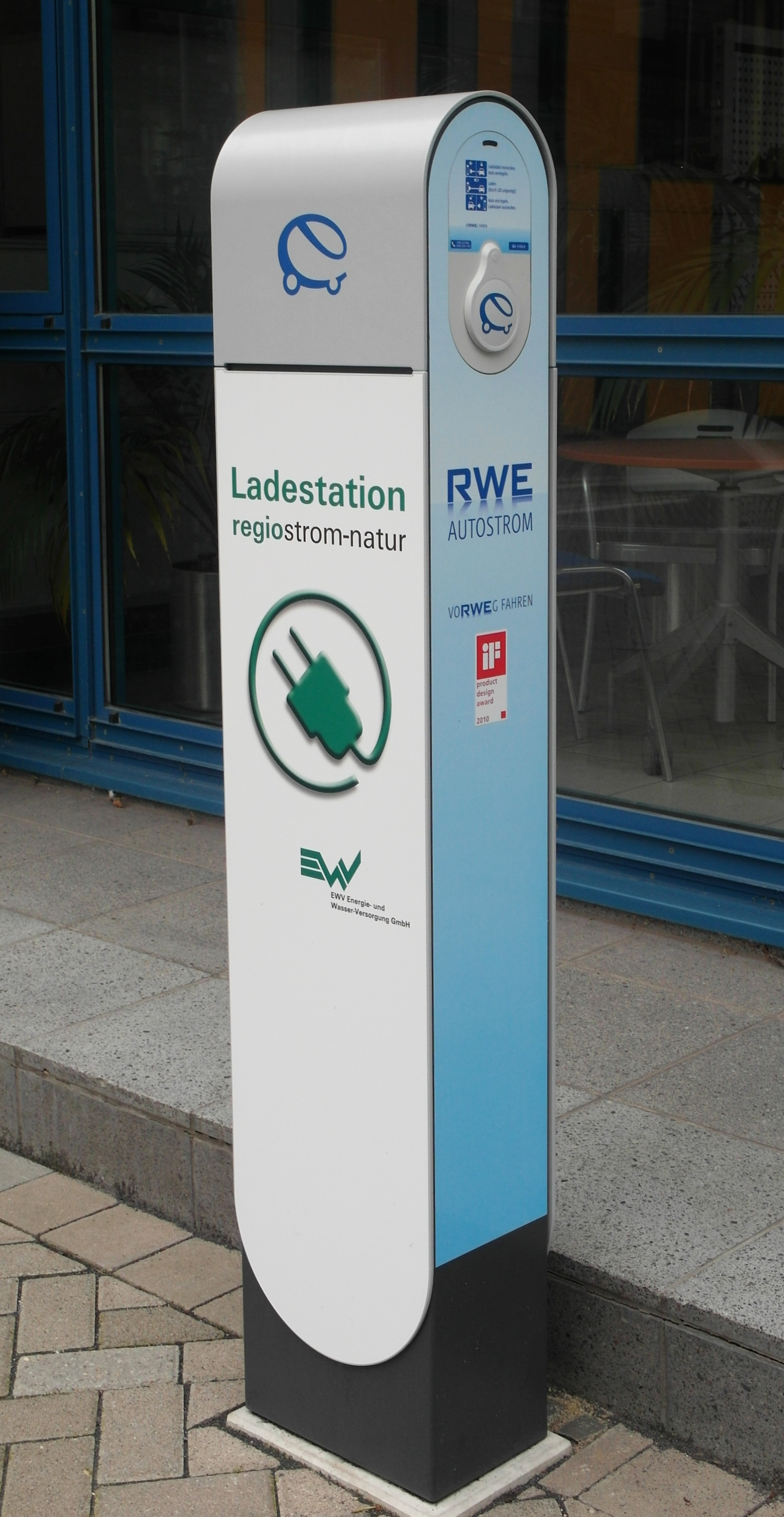
Ladestation für Elektroautos

Eine Ladestation ist ein stationäres Elektrogerät oder eine elektrische Anlage, welches beziehungsweise welche dazu dient, mobilen akkubetriebenen Geräten, Maschinen, Kraftfahrzeuge (z. B. Elektrostaplern, Elektroautos, Rasenmährobotern etc.) oder Schiffe durch einfaches Einstellen oder Einstecken Energie zuzuführen, ohne die Energiespeicher (wie die Antriebsbatterie bei Elektroautos) dafür entnehmen zu müssen.
Im Gegensatz zu einem mobilen Ladegerät (für z. B. Funktelefone, Digitalkameras, Akkuschrauber, Elektrische Zahnbürsten etc.) ist die Ladestation einem Platz zugeordnet (stationär). Das aufzuladende Gerät wird ihr zugeführt.
Die elektrische Energie zur Aufladung kann dabei über eine automatisch hergestellte, elektrisch leitende Steckverbindung oder induktiv übertragen werden.
Die Ladesteuerung kann sowohl in der Ladestation als auch im Gerät verbaut sein. In letzterem Fall stellt die Ladestation nur eine kompatible Energiequelle dar.

## Spezifische Ladestationen
- Ladestation (Elektrofahrzeug) für Elektrofahrzeuge[4]
- Wandladestation für Elektrofahrzeuge[5]
- Ladestation (Elektrofahrrad)[6]

## Historische Begriffsbedeutung
Ab dem 19. Jahrhundert war der Begriff Ladestation mit dem Güterbahnhof (für Kleinkunden) verbunden, den es heute so meist nicht mehr gibt, da aufgrund des Strukturwandels die meisten heute noch betriebenen Güterbahnhöfe nur mehr als Containerbahnhöfe oder Übergabebahnhöfe zu Gleisanschlüssen verwendet werden. Ursprünglich stand jedoch der Begriff Station für den Bahnhof.